# Xã Alhambra, Quận Madison, Illinois
Xã Alhambra (tiếng Anh: Alhambra Township) là một xã thuộc quận Madison, tiểu bang Illinois, Hoa Kỳ. Năm 2010, dân số của xã này là 1.674 người.